# Cantone di Condrieu
Il Cantone di Condrieu era una divisione amministrativa dell'arrondissement di Lione.
È stato soppresso a seguito della riforma complessiva dei cantoni del 2014, che è entrata in vigore con le elezioni dipartimentali del 2015.
Comprendeva i comuni di:
- Ampuis
- Condrieu
- Les Haies
- Loire-sur-Rhône
- Longes
- Saint-Cyr-sur-le-Rhône
- Sainte-Colombe
- Saint-Romain-en-Gal
- Trèves
- Tupin-et-Semons